# Me and My Gang
| Оценки критиков      | Оценки критиков |
| Источник             | Оценка          |
| -------------------- | --------------- |
| Allmusic             | [ 1 ]           |
| Entertainment Weekly | C               |

«Me and My Gang» — четвёртый студийный альбом американской кантри-группы Rascal Flatts, выпущенный 25 сентября 2006 года на лейбле Lyric Street Records. Продюсером диска стал Данн Хафф. Диск сразу возглавил основной американский хит-парад Billboard 200 (во 2-й раз подряд в карьере вслед за Feels Like Today) и кантри-чарт США (в 3-й раз в карьере группы), а также интернет-чарт Top Internet Albums. В итоге альбом получил 5-кр. платиновый статус RIAA.

## История
Альбом вышел 4 апреля 2006 года на лейбле Lyric Street Records с новым продюсером. В первую же неделю релиза диск занял первое место в хит-параде США Billboard 200 (где стал их 2-м чарттоппером подряд) и № 1 в кантри-чарте Top Country Albums (в 3-й раз) с тиражом в 721 747 копий в США.
Три сингла с альбома возглавляли список лучших кантри-песен: What Hurts the Most (релиз состоялся 9 января 2006 года), My Wish (28 августа 2006) и Stand (22 января 2007). Сингл What Hurts the Most также возглавлял и такие чарты как Hot Adult Contemporary Tracks и Hot Ringtones.
К концу 2006 года тираж превысил 3 млн копий в США.
К марту 2012 года суммарный тираж в США составил 4 918 000 копий и диск получил 5-кр платиновый статус RIAA.
Альбом получил в целом смешанные, как умеренные, так и отрицательные отзывы музыкальных критиков и интернет-изданий, например от таких как Allmusic (обозреватель Стефен Томас Эрлуайн поставил диску три звезды из пяти, отметив хорошее сочетание музыкантов, продюсеров и как результат их музыки), Entertainment Weekly (Крис Уильман поставил рейтинг — C и назвал трио самой популярной группой, соединившей софт-рок с поп-музыкой и мандолинами, а их альбом — «…girlgantuan», где новый продюсер Данн Хафф усилил его мелодраматический эффект)..

## Список композиций
| №                   | Название                    | Автор(ы)                                               | Длительность |
| ------------------- | --------------------------- | ------------------------------------------------------ | ------------ |
| 1.                  | «Stand»                     | Blair Daly, Danny Orton                                | 3:28         |
| 2.                  | «What Hurts the Most»       | Steve Robson, Jeffrey Steele                           | 3:34         |
| 3.                  | «Backwards»                 | Marcel, Tony Mullins                                   | 3:48         |
| 4.                  | «I Feel Bad»                | Neil Thrasher, Wendell Mobley, Jason Sellers           | 3:18         |
| 5.                  | «My Wish»                   | Steele, Steve Robson                                   | 4:08         |
| 6.                  | «Pieces»                    | Monty Powell, Джей ДеМаркус, Джо Дон Руни, Гэри ЛеВокс | 4:07         |
| 7.                  | «Yes I Do»                  | Wally Wilson, Jimmy Yeary                              | 4:16         |
| 8.                  | «To Make Her Love Me»       | Thrasher, Mobley, ДеМаркус                             | 4:08         |
| 9.                  | «Words I Couldn't Say»      | Steve Robson, Tammi Kidd, Gregory Becker               | 4:35         |
| 10.                 | «Me and My Gang»            | Steele, Mullins, Jon Stone                             | 3:37         |
| 11.                 | «Cool Thing»                | Thrasher, Mobley, Руни                                 | 3:51         |
| 12.                 | «Ellsworth»                 | Thrasher, Mobley, Michael Dulaney                      | 4:01         |
| 13.                 | «He Ain't the Leavin' Kind» | Thrasher, Dulaney                                      | 4:33         |
| Общая длительность: | Общая длительность:         | Общая длительность:                                    | 51:31        |

| №   | Название            | Автор(ы)     | Длительность |
| --- | ------------------- | ------------ | ------------ |
| 14. | «Life Is a Highway» | Tom Cochrane | 4:36         |

| №   | Название                | Автор(ы)                              | Длительность |
| --- | ----------------------- | ------------------------------------- | ------------ |
| 14. | «Fast Cars and Freedom» | ЛеВокс, Neil Thrasher, Wendell Mobley | 4:23         |

| №   | Название                   | Автор(ы)                                  | Длительность |
| --- | -------------------------- | ----------------------------------------- | ------------ |
| 14. | «Love You Out Loud» (Live) | Brett James, Lonnie Wilson                | 3:06         |
| 15. | «Mayberry» (Live)          | Arlos Smith                               | 4:22         |
| 16. | «These Days» (Live)        | Steve Robson, Jeffrey Steele, Danny Wells | 5:57         |

| №  | Название                    | Автор(ы)                                | Длительность |
| -- | --------------------------- | --------------------------------------- | ------------ |
| 1. | «This Everyday Love» (Live) | Danny Wells, Gene Nelson                | 3:27         |
| 2. | «Then I Did» (Live)         | Steve Robson, Jeffrey Steele            | 3:11         |
| 3. | «I'm Movin' On» (Live)      | Philip White, D. Vincent Williams       | 5:40         |
| 4. | «Here's to You» (Live)      | ДеМаркус, Wendell Mobley, Neil Thrasher | 4:29         |
| 5. | «Feels Like Today» (Live)   | Wayne Hector, Robson                    | 3:23         |

| №   | Название                        | Автор(ы)       | Длительность |
| --- | ------------------------------- | -------------- | ------------ |
| 14. | «What Hurts the Most» (Hot Mix) | Robson, Steele |              |
| 15. | «Life is a Highway»             | Cochrane       |              |

## Участники записи

### Rascal Flatts
- Джей ДеМаркус — бэк-вокал, бас-гитара
- Гэри ЛеВокс — основной вокал
- Джо Дон Руни — бэк-вокал, гитара

### Другие музыканты
- Tim Akers — клавишные, аккордеон
- Bruce Bouton — гитара
- Том Буковац — ритм-гитара
- Eric Darken — перкуссия
- Howard Duck — клавишные
- Пол Франклин — гитара
- Данн Хафф — ритм-гитара
- John Jeannsome — скрипка
- Chuarlie Judge — клавишные
- Крис МакХью — ударные
- Gordon Mote — фортепиано, клавишные
- Russ Pahl — гитара
- Jim Riley — ударные
- Даррелл Скотт — мандолина
- Travis Toy — гитара
- Jonathan Trebing — ритм-гитара
- Lonnie Wilson — ударные
- Jonathan Yudkin — скрипка, мандолина, банджо

## Чарты

### Альбом
| Чарт (2006)             | Высшая позиция |
| ----------------------- | -------------- |
| Canadian Albums Chart   | 4              |
| Japan (Oricon)          | 37             |
| U.S. Billboard 200      | 1              |
| U.S. Top Country Albums | 1              |

### Синглы
| Год                                    | Сингл                 | Высшая позиция | Высшая позиция | Высшая позиция | Высшая позиция | Высшая позиция |
| Год                                    | Сингл                 | US Country     | US             | US Pop         | US AC          | CAN            |
| -------------------------------------- | --------------------- | -------------- | -------------- | -------------- | -------------- | -------------- |
| 2006                                   | «What Hurts the Most» | 1              | 6              | 11             | 1              | —              |
| 2006                                   | «Me and My Gang»      | 6              | 50             | 71             | —              | —              |
| 2006                                   | «Life Is a Highway»   | 18             | 7              | 9              | —              | —              |
| 2006                                   | «My Wish»             | 1              | 28             | 49             | 13             | —              |
| 2007                                   | «Stand»               | 1              | 46             | 80             | —              | 54             |
| «—» прочерк означает неучастие в чарте |                       |                |                |                |                |                |

### Итоговые годовые чарты
По итогам года альбом занял № 4 в Списке лучших альбомов США 2006 года (Billboard) и 2-е место среди лучших кантри-альбомов 2006 года (а также второе место и в следующем 2007 году) с тиражом в 3,5 млн экз. за год. Песня What Hurts the Most по итогам года заняла 4-е место среди лучших кантри-песен 2006 года.